# 책가방

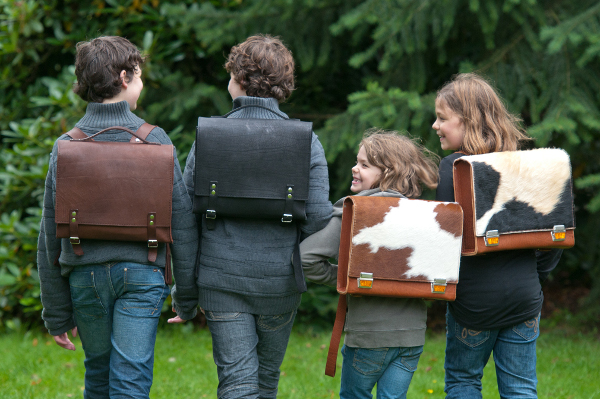
가죽 재질의 책가방

책가방은 주로 학생들이 학교에 등교시에 가지고 다니는 가방을 뜻하며, 보통 나일론 또는 가죽 재질로 되어 있다. 전체적으로 배낭과 유사한 형태를 띠고 있으며, 보통 직사각형 모양의 형태에 앞쪽에 한 개 내지는 두 개의 보조 주머니가 달려 있고, 윗부분에는 손으로 들고 다닐 수 있도록 손잡이가 달려 있는 것이 특징이다. 또한 가방의 덮개 부분에 한 개 내지는 두 개의 끈과 잠금 장치를 사용해 가방을 잠그는 형태의 책가방도 있다.

## 같이 보기
- 란도세루